# Erechtejon
Erechtejon – czteropoziomowa świątynia zbudowana na ateńskim Akropolu, poświęcona Posejdonowi i Atenie.
Świątynię wzniesiono na cześć Erechteusza, jednego z pierwszych władców ateńskich. Wybudowana na miejscu wcześniejszych kultów, m.in. Zeusa Hypatosa, herosa Butesa. Pierwsza świątynia została zniszczona podczas wojen perskich (480 p.n.e.), odbudowana jako prostylos w porządku jońskim w latach 421–406 p.n.e. W VI wieku świątynię zamieniono na kościół chrześcijański, a następnie używany był przez Turków jako harem. W XVII-XIX wieku popadł w ruinę, a w latach 1902–1909 poddano go rekonstrukcji.
Ze względu na postępującą degradację świątyni w 1979 rozpoczęto jej renowację. Pięć oryginalnych kariatyd przeniesiono do Muzeum na Akropolu, natomiast szósta znajduje się w Muzeum Brytyjskim. Kolumny zastąpiono kopiami w formie odlewów. Uzupełniono znaczne ubytki w budowli, używając jej ocalałych fragmentów, a także nowego białego marmuru pentelickiego z tego samego starożytnego kamieniołomu co dawniej.

## Architektura

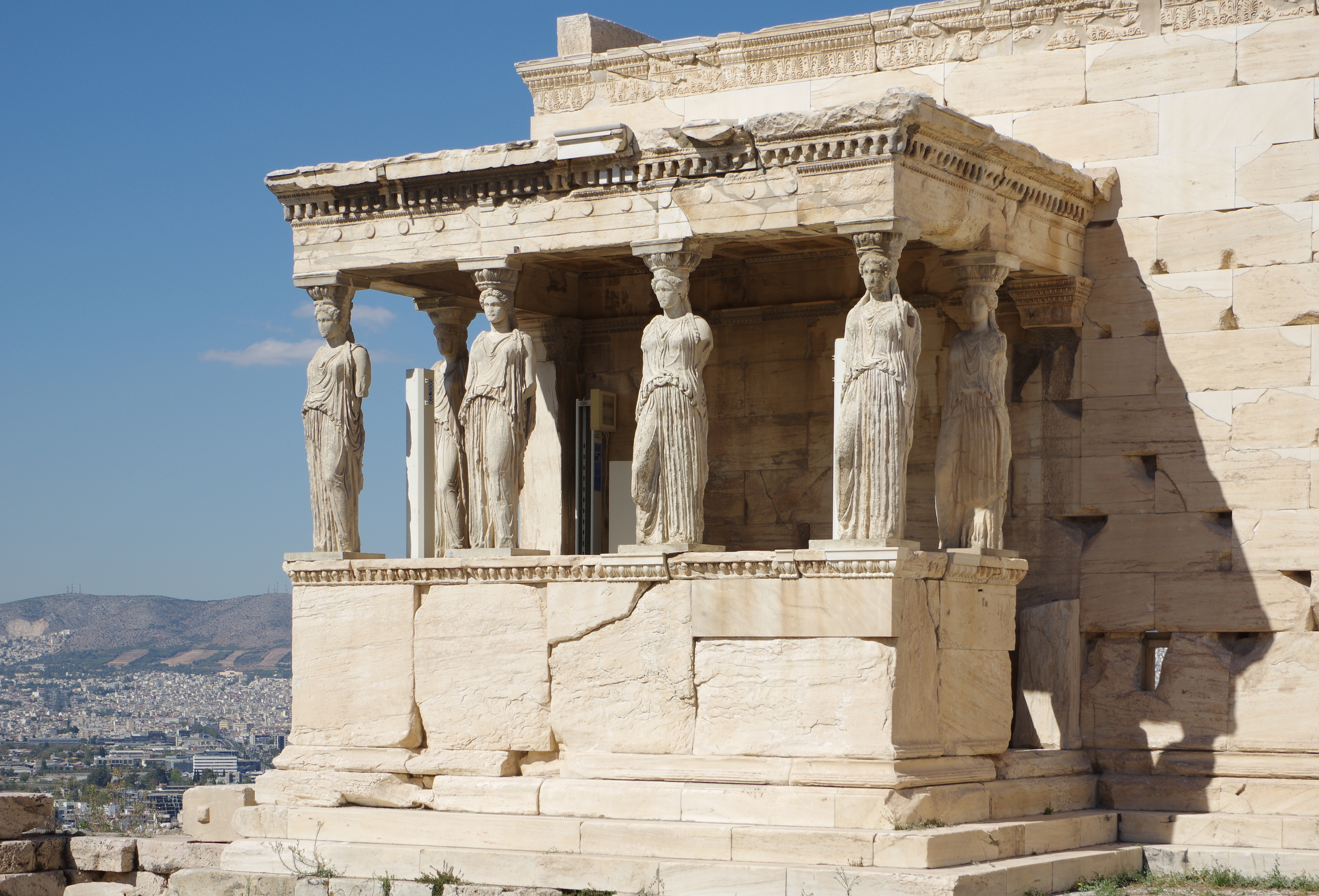
Portyk z kariatydami

Erechtejon należy do ciekawszych rozwiązań architektonicznych. Jest szczytowym osiągnięciem architektury jońskiej w Attyce. Ukształtowanie terenu wymusiło dwupoziomowy układ świątyni. Cała świątynia złożona jest z trzech połączonych ze sobą brył, zbudowanych na planie prostokąta. Do każdej z nich prowadziło osobne wejście. Główny, środkowy budynek to świątynia z fasadą zwrócona w kierunku wschodnim. Przed fasadą umieszczono sześć jońskich kolumn. Od strony północnej znajdował się duży portyk otoczony z trzech stron jońską kolumnadą. Zadaszenie mniejszego, południowego portyku (Ganek Kor) oparto na sześciu kariatydach.
Portyki przykryto stropem ozdobionym kasetonami. Ściany zewnętrzne zdobił ciągły fryz wykonany z sinoniebieskiego wapienia eleuzyjskiego (tło) i marmuru pentelickiego (postacie we fryzie). Technika wykonania fryzu polegała na wycięciu konturów postaci w wapieniu i osadzeniu w nim marmurowych postaci. Dało to ciekawy efekt kolorystyczny. Erechtejon uważany jest za jedną z najpiękniejszych świątyń attyckich.

## Legenda związana z Erechtejonem
Krąży również legenda o powstaniu Erechtejonu (która jest również legendą o wybraniu obecnej nazwy miasta). Gdy Ateny jeszcze nie były rozwiniętym miastem, Posejdon i Atena toczyli spór, kto będzie opiekunem miasta. Problem mieli rozstrzygnąć mieszkańcy, którzy mieli zadecydować, czyj dar był cenniejszy. Posejdon uderzył swoim trójzębem w skałę, z której wytrysnęło słone źródło (obecnie jest tam studnia, postawiona pośrodku Erechtejonu), Atena podarowała oliwkę, którą mieszkańcy uznali za cenniejszy dar niż woda. Tam, gdzie stoczył się ten spór, postawiono świątynię, czyli Erechtejon na uczczenie tamtego wydarzenia.